# 東京個別指導学院
株式会社東京個別指導学院（とうきょうこべつしどうがくいん）は、東京個別指導学院・関西個別指導学院の名称の個別指導塾（272拠点・生徒数3万2000名前後、全直営校）を東京・神奈川・埼玉・千葉・愛知・大阪・兵庫・京都・福岡に展開しているベネッセグループの株式会社。通称東京個別およびTKG。在籍講師数は、現役大学生を中心に約1万2000人。東京個別指導学院・関西個別指導学院は、小学生、中学生、高校生、既卒生を対象としている。
2018年10月、大学生講師の人財育成の取り組みがSDGs持続可能な開発目標の理念に沿っているとして、経団連SDGs特設サイトに掲載される。

2018年12月、外務省SDGsサイト（JAPAN SDGs Action Platform）に掲載される。
個別指導塾のほかに、小学生対象のベネッセサイエンス教室、未就学児・小学生対象のベネッセ文章表現教室を運営している。

## 沿革
- 1985年（昭和60年）8月 - 有限会社日本教育研究会として設立。
- 1994年（平成6年）5月 - 株式会社日本教育研究会に改組。ブランド名は「東京個別指導学院」。
- 1998年（平成10年）2月 - 阪神地区に「関西個別指導学院」を初出店。
- 1999年（平成11年）12月 - 商号をブランド名に合わせ、株式会社東京個別指導学院に変更。
- 2000年（平成12年）3月 - 株式を店頭公開。
- 2002年（平成14年）
  - 2月 - 京滋地区に「京都個別指導学院」、東海地区に「東京個別指導学院名古屋校」、福岡地区に「東京個別指導学院福岡校」をそれぞれ初出店。
  - 8月 - 東京証券取引所第二部に上場。
- 2003年（平成15年）8月 - 東京証券取引所第一部に上場。
- 2007年（平成19年）
  - 5月 - 株式会社ベネッセコーポレーション（現・ベネッセホールディングス）と資本・業務提携
  - 6月 - ベネッセコーポレーションが株式公開買付けを実施し、連結子会社化。
- 2013年 (平成25年）10月 - 京都個別指導学院を廃止し、関西個別指導学院へ統合。
- 2014年（平成26年）
  - 4月 - 「ベネッセサイエンス教室」と「ベネッセ文章表現教室」をベネッセコーポレーションより事業譲渡[5]。当時の名称は「Benesse サイエンス教室」「Benesse 文章表現教室」。
  - 8月 - インターネット個別指導塾の「CCDnet」を開始[6]。当時の名称は「東京個別指導学院 ネット教室」。
  - 9月 - 本社を中央区佃から新宿区西新宿の新宿野村ビルに移転。
- 2017年（平成26年）5月 - 日本経済団体連合会（経団連）に入会[7]。
- 2019年（令和元年）8月3日 - 同日を「共創する未来」の日として策定[8]。
- 2021年（令和3年）4月 - アルバイト講師数が過去最高となる1万2000名を突破[9]。
- 2022年（令和4年）4月 - 東京証券取引所の再編に伴い、第一部からプライムに移動。
- 2023年（令和5年）
  - 9月 - 1日付で代表取締役社長に大垣秀之が就任。前任の齋藤勝己は取締役会長に就任。[10]
  - 10月 - 東京証券取引所スタンダード市場へ市場変更。
- 2024年（令和6年）5月 - 29日の株主総会終了時を以て代表取締役社長に松尾茂樹が就任。
- 2025年（令和7年）4月 - 1日を効力発生日として、東京個別指導学院と同一の親会社（株式会社ベネッセホールディングス）をもつ株式会社ベネッセコーポレーションの進研ゼミ個別指導教室事業を会社分割の方法により承継。[11]

## 運営
全教室が本部直営であり、フランチャイズの教室は存在しない。
全ての教室に教室長を配置。教室規模に応じて副教室長や事務員が配置されている。さらに、地域ごとにマネージャーが管理している。教室長は入塾希望者への窓口となるほか、生徒・保護者との進路相談や面談、講師のマネジメントなどにあたっている。
実際に授業を行うのは大学生を基本とするアルバイト講師である。講師は制服である白衣着用で授業を行うため、スーツなどを用意する必要がない。講師が教室運営に直接携わり、PDCAを回す仕組み「TEACHERS' SUMMIT」があるため、就職活動に優位な経験となるとしている。
社会が求める力を主体的に学びたいと考える講師に向けて「TEACHERS’SUMMITアカデミー リーダーシッププログラム」も開催している。2022年、プログラムを追加して名称を「TKGパートナーズ・アカデミー」に変更。
講師は担当する生徒それぞれに適した指導方法を設計し、カリキュラムを作成する。「個別指導」だが、生徒自身が問題を解く時間が単元習得に不可欠であるとの考え方から、授業形態は講師：生徒＝1:2が最適だとしている。生徒の多様なニーズに合わせるため、1:1の授業も可能となっている
。
2018年11月、「心と心が繋がるプラットフォーム」をコンセプトに、アルバイト講師経験者とのリレーションを構築するパートナーズ・アルムナイ組織を立ち上げた。アルムナイとは、同窓生という意味の英語である。

## 校舎
前述のとおり、展開する全教室が直営校であるという特色がある。家庭教師のような個別指導を提供する塾で、1人の講師が数名の生徒に教える集団塾とは異なる形態である。

### 東京個別指導学院
首都圏、愛知県、福岡県に展開（2025年1月1日時点）。なお、株式会社エヌイーホールディングスが運営する「名古屋個別指導学院」とはまったくの無関係。

### 関西個別指導学院
大阪府、兵庫県、京都府に展開（2025年1月1日時点）。